# ビリー人形
ビリー（Billy）は、ソウシリーズに登場する人形。ジョン・クレイマーが彼の被験者に録音メッセージを配信するために使用された。人形は多くの場合テレビ画面に登場するか場合によっては直接現れ、罠の詳細と被験者が生き残れる方法を説明する。 
映画シリーズでは殺人鬼ジグソウになる前のジョンが生まれて来る自分の子供に与えるおもちゃとしてビリーを制作した。しかし、妻ジルが経営する薬物依存者更生施設の患者セシル・アダムスが施設に強盗に入った際にドアがジルのお腹に当たり、流産してしまう。ジョンの解消されない怒りは、犠牲者を罠にかける彼の指示の手段としての人形を制作する主な動機である可能性がある。彼が作った罠は、彼の子供が生まれる前に殺された時に、生きていることに感謝していないと彼が感じる人々に対する彼の怒りの現れと見る事ができる。 
人形の名前は劇中で示されておらず、「ビリー」という名称はドキュメンタリーとインタビューで脚本家、監督、キャストとクルーメンバーが言及している名前である。名前はソウの監督兼共同脚本家である人形の制作者ジェームズ・ワンによって付けられた。名前のスペルが「Billie」だと主張する人もいるがワン自身は「Billy」と綴っている。 
ソウフランチャイズの持続性と人気により、ビリーの商品が生産され他のメディアでも触れられている。

## 特徴
ビリーは男性型の腹話術師のダミー人形である。彼の顎は動き話しているという示唆を与える。ただし、人形全体が頻繁に単独で動くのが見られるため、同じ方法では使用されない。人形の顔は白く額は突き出ており、頬には赤い螺旋模様が描かれている。赤い唇はにやにや笑いを形成している。目は虹彩が赤い黒であり、頭は黒い髪で覆われている。 
ビリーは常に白いシャツの上に胸ポケットに赤いハンカチが入った黒いタキシードを着用し、赤い蝶ネクタイを付け、白い手袋をはめた姿で描写されている。また、靴は赤いメリージェーンを履いている。 短編映画では緑色の山高帽を被った姿で現れる。昔ながらの赤い三輪車によく乗っており、彼自身から直接発せられる唯一の音は電子的な甲高い笑い声である。

## 制作
ワンによると、『ソウ』のオリジナルの人形の顔の構造には粘土、張り子が含まれ、目には虹彩部分がペイントされた黒のピンポン球が使われた。また人形内部では紙タオルのロールが使用された。人形を動かすために操り人形師は釣り糸で彼を引っ張った。 
『ソウ2』の場合、ヒンジのないあごや目など、リモコンで操作可能な機械的機能を備えた人形として再設計された。 
『ソウ3』の場合、小道具スタッフにはオリジナルの人形が与えられたが、時間の経過により損傷していたため、仕事に適さないことが判明した。代わりに人形の体にはファイバーグラスではなくウォータージェットカットの気泡ゴムを使用し、人形を保持するプレートと彼を三輪車に取り付けるための磁石を備えた新たなビリーを制作した。アニマトロニクスの部品を入れやすくするため頭の後ろは取り外し可能になっていた。 
『ソウ4』の場合、小道具スタッフはウォータージェットカットの気泡ゴムを金属棒で固定した体を制作した。彼らは強力な磁石を使用して人形の平らな背面を作成したため、あらゆる金属面に簡単に配置できた。樹脂で満たされたピンポン玉の目は、口のようにリモコンで動かされた。

## 映画の出演

### ソウ
映画第一作では、罠にかけられたアマンダ・ヤングの傍に置かれたテレビ画面に登場する。アマンダの顎に引っ掛けられた逆トラバサミについて話し、取り除く鍵は部屋に横たわっている彼女の「死んだ同房者」（実際は強力な鎮静剤を投与されている男）の胃の中にあると説明する。アマンダが男の腹の中からカギを取り出して逆トラバサミを外した後、彼女を祝福するために三輪車に乗って部屋に入って来る。 
後に、アダムは明かりが消えたときに彼のアパートで人形を見たのを覚えていた。カメラのフラッシュを使って暗室を探していた時に人形の不気味な笑い声がアパート全体に響き渡り、アダムは声が止まるまでバットで叩いた。 
ジグソウの最新の隠れ家を発見した刑事のデイビッド・タップとスティーブン・シンがその場所を捜索した際、布をかぶせられていたいくつかの物品の内の一つがビリーであった。

### ソウ2
『ソウ2』では、映画の冒頭でテレビ画面にビリーが映され、マイケルが身に着けているデスマスクについてヒントを与えている。 
その後、刑事がジグソウの新しい隠れ家を発見し、身柄確保のために隠れ家のケージに覆われた階段を上がっていく警官達を出迎える。そして罠が仕掛けられた足場を踏んだ1人の警官が足を骨折し、その後ケージが帯電した。 

### ソウ3
『ソウ3』では、回想という形でアマンダのゲームのためにビリー人形の顔を描くジグソウが登場する。その後、ビデオテープに出演し、トロイとケリーの両者にそれぞれの罠について知らせる。 
また、三輪車の隣に横たわってジェフ・レインハートの息子ディランが死んだ状況を再現し、嘲笑し続けている。

### ソウ4
『ソウ4』ではダニエル・リッグ巡査が自宅アパートで襲撃され意識を失った後、目覚めた時に登場した。リッグがトイレのドアを開けたことでテレビにつけられたトリガーワイヤーが引っ張られて外れると、テレビ画面に表示されリッグにゲームを説明する。部屋を出ると、彼の最初のテストのメッセージが流され、リッグの目の前にいる頭皮を剥ぐ機械に入れられた女性（ジグソウは犯罪者と見なしている）について言及する。 
捜査官のピーター・ストラムとリンジー・ペレーズは、後に学校のある部屋でろうそくで囲まれた椅子に座っているビリーを発見する。人形の首に掛けられたマイクロカセットレコーダーから、ペレーズは彼女の相棒のストラムが間もなく罪のない人間（後にストラムはジェフ・レインハートを射殺する）の命を奪うこと、そして彼女の次の行動が重要であることを知る。そしてビリーの目がペレスに向けられ、「ドアを開けろ」と小声でメッセージが繰り返され始める。彼女がメッセージを聞き取ろうと人形に寄りかかったその時ビリーの顔が爆発し、彼女の顔と首に金属片を浴びせる。ペレーズはストラムの腕の中に倒れ込み、ビリーは笑い出す。 
ジグソウのフラッシュバックもあり、生まれる前の息子ギデオンへの贈り物として、ジル・タックにビリーの威圧的ではない初期バージョンを与えている。トビン・ベルのインタビューでは、これがビリーの起源に関するストーリーの始まりであり、彼の三輪車と同様に将来のソウ映画で描くことを明らかにした。

### ソウ5
『ソウ5』ではオープニングシーンに登場し、セス・バクスターにゲームのルールを伝える。このゲームは後にジグソウに罪を着せセスを殺害するためにマーク・ホフマンによって仕組まれたことが明らかになる。ホフマンがこのゲーム用のビデオテープをどのように作成したかはわかっていない。ジグソウによる犠牲者の可能性がある人物のリストによると、セスはセシルとマークに続いてテストされた三人目であった。これらのテストではジグソウは人形を使用していない。 
アシュリー、ルバ・ギブス、チャールズ、ブリット、マリック向けに設計されたテストの開始時にも登場する。

### ソウ6
『ソウ6』では、オープニングの罠を説明するビデオテープに出演し、生き残りをかけてシモーネとエディを互いに争わせる。また、4回のテストのうち2回でウィリアム・イーストンに話しかける（最初のテストではジグソウ本人がビデオを通じてウィリアムに話しかける）。ウィリアムの2回目のテストで縄からぶら下がって登場し、4回目のテストではビデオテープに出演している。ソウ６は被害者にテストの情報を伝えるために意図的にビリーが本人に直接見せられた最初の例である。 

### ソウ3D
『ソウ ザ・ファイナル 3D』では冒頭のゲームに直接現れ、ブラッドとライアンに対し罠についての指示を出す。ボビー・デイゲンの2回目のテストでも同様に直接現れ、他のテストではビデオテープに出演して罠の説明を行う。ホフマンが逆さ虎ばさみを抜け出した後、隠れ家へと行った際に複数のビリーの頭が見られる。最後の出演は、映画の終盤のホフマンの秘密の隠れ家のシーンであり、ホフマンはビリー諸共隠れ家を爆破した。

### ジグソウ
『ジグソウ:ソウ・レガシー』では、目と靴にイルミネーションを施されており、二回目の罠の際に「Confess」（告白しろ）と書かれた紙を首からぶら下げた状態で三輪車に乗って被験者達の前に登場する。その後、目を輝かせた状態でビデオテープにも登場し、アンナとミッチが生き埋めにされる前に救う方法をライアンに説明する。

## 非主流映画での登場

### Saw 0.5
この短編映画では、デイビッドがテレビに映されたビリーを見ており、ビリーはデイビッドの顎に引っ掛けられた逆さ虎ばさみについて彼に話し、虎ばさみを取り除く鍵は部屋に横たわっている「死んでいる同房者」（実際は強い鎮静剤を投与されている男）の胃にあると説明する。デイビッドが男を解体し自分を解放した後、祝福のためにビリーが三輪車で部屋に入ってくる。 

### デッド・サイレンス
2007年の映画『デッド・サイレンス』では、ジグソウの人形と同じ衣装を着て映画のポスターにも登場する人形の1つがビリーと名付けられている。 

### 狼の死刑宣告
落書き風のビリーの似顔絵が、ジェームズ・ワンの映画『狼の死刑宣告』の壁で見られる。 

### インシディアス
2011年の映画『インシディアス』では、ジョシュ（父親）が教室で残業しているシーンで、彼の背後の黒板にチョークでビリーが描かれている。 ビリーの絵の下にはジグソウを示唆する数字の8が表示されている。 

### 最終絶叫計画4
ビリー人形が敵役としてカメオ出演している。

### アップグレード
リー・ワネルの映画『アップグレード』の壁に落書き風のビリーの似顔絵が見られる。 

## その他のメディア

### 漫画
ビリーは『Saw: Rebirth1』の開始近くの2つのパネルの隅で見られ、ジョンのジグソウへの最終的な変容を予示している。この漫画はまた、ビリーはジョンが働いていたおもちゃ工場での彼の作品の1つと示しているが、この裏話はソウ5で否定された。 

### コンピュータゲーム
トビン・ベルが吹き替えるビリーは『Saw：The Video Game』全体に登場し、ヒントや目的をプレイヤーに伝える。彼はまたゲームのマーケティングで際立って紹介された。フリーダムエンディングでは、 タップが自殺した時のビリーの内省がテレビで見られる。 
ビリーは最初のゲームの続編『Saw II：Flesh＆Blood』でも登場し、今作でもトビン・ベルがビリーを吹き替えている。 ビリーは最初のゲームと同じ役割を繰り返し、プレイヤーにヒントと手がかりを与える。プレーヤーは、ゲーム中に小さなビリー人形を収集することもできるが、取得するにはより複雑なパズルを解く必要がある。それらは本道から外れているため、プレーヤーは取得する必要はない。『Saw II：Flesh＆Blood』は、ソウフランチャイズで彼が実際に「ビリー」と呼ばれる唯一の作品でもある。 

#### Dead By Daylight
ビリーは、 Saw Chapterの一部としてコンピュータゲーム『Dead by Daylight』にNPCで登場する。彼はプレイヤーがソウのライセンスキャラクター「The Pig」を選択すると表示される。 

### 遊園地での登場
Saw - The Ride
ビリーはイギリスのソープパークのローラーコースター「Saw – The Ride」のコース周辺に設置されている多数のスクリーンに登場し、彼らは彼らに与えられた命にふさわしくないと乗客たちに告げ、この乗り物がジグソウの罠の一つだと仄めかす。また、車列がリフトヒルを上り出す前に画面に現れて「ゲームオーバー」と言い、乗車の最後では身体のパーツで溢れた棚でビリーの頭を見ることができる。
Saw - The Maze
ソープパークにあるSaw Alive迷路では、公園を訪れた人がビリーと写真撮影することができる。
Saw：Game Over
米国では、ビリーはユニバーサルスタジオ・フロリダの「Orlando Horror Nights」の迷路「Saw:Game Over」に何度も登場している。

## 大衆文化において
- 「ビリー」人形のレプリカ商品は、主にギフト店を通じて消費者向けに発売された。レプリカは実物よりも見た目ははるかにきれいであるが、人形の主な特徴を保持している。ハロウィンのビリーマスクと衣装も購入できるようになった。
- 『The Office』のエピソード「Koi Pond」でドワイト・シュルートはハロウィンのビリーに扮した。
- 『The Hardy Show』のウェビソードで、マット・ハーディはハロウィンのビリーに扮した。
- 『The Cleveland Show』のハロウィンエピソードでは、ラロがビリーに扮してエピソードを紹介する。
- ソウ３とソウ４の公開前に、ビリーはYouTubeやMySpaceでの映画の宣伝動画で使用されていた。
- ビリーは『最終絶叫計画4』の主な敵である。
- インターネットシリーズの『アノーイング・オレンジ』では、ビリーは「Annoying Saw」と「Annoying Saw 2：The Annoying Death Trap」に登場する。どちらもオレンジが彼を「ピエロ顔」「エモピエロ」「ドナルド・トランプ」と呼んでいる。
- ビリーは、『De TV kantine』の「The Little House on the Prairie」のオランダ版パロディに出演している。ネリーは自身の腕を切らなければならず、さもないと彼女はエピソードの前半で見た裸の男を再び見る事になってしまう。
- アニメ『銀魂』の第148と149話に、ビリーのパロディーキャラクターである地愚蔵が登場する。口元が赤い白の仮面と黒のタキシードという外見がビリーに類似していることに加え、テレビ画面に現れ、2人のキャラクターをお馴染みの「ゲーム」の罠にかけ、互いに争わせるなど、やり口も似ている。
- 『アクア・ティーン・ハンガー・フォース』のエピソード「The Marines」で、 フライロックはグレープフルーツスプーンを眼に押し込むように要求するビリーのパロディ人形に捕まる。
- 歌手のニッキー・ミナージュは、2011年のブリトニー・スピアーズの「ファム・ファタール・ツアー」でのセットリストで、ビリーのマスクを「ネメシス」の顔として使用した。
- インターネットコンピュータゲームシリーズ『Inkagames』のレギュラーキャラクターであるピグソウ（Pigsaw）はビリーをもとにしている。
- ラッパーのホプシンのアルバム『Raw』は、顔面をビリーのようにペイントされたホプシンが三輪車に乗っている様子を描写している。アルバムのタイトル自体は、映画名のパロディーと解釈できる。
- 実験的なポップアーティストであるエリック・ミリキンは、2013年の彼の「Totally Sweet」シリーズの一環として、ハロウィンのキャンディとクモからビリーの大きなモザイク肖像画を作成した[6][7]。
- テレビドラマ『Glee/グリー』のエピソード「The Hurt Locker, Part Two」では、 スー・シルベスターは自身とビリーに似た人形を用いてカートとブレインと対話した。
- ウェブ漫画『Homestuck』では、ビリーはデイブ・ストライダーのアパートにある多くの人形の1つとして登場する。カリボーンというキャラクターもビリーと類似点を共有している。
- 『Oops!フェアリーペアレンツ』エピソードで、ビッキーはビリー人形に扮してティミーとクロエを苦しめる。
- 『ザ・シンプソンズ』のあるエピソードでは、バートは彼の義兄弟を連れて画面上のビリー人形が牛刀で人を刺すホラー映画を見る。
- アニメ『図書館戦争』の第6話でキャラクターの1人が見たホラー映画にビリー人形が登場する。